# U-122 (1940)
U-122 — большая океанская немецкая подводная лодка типа IX-B, времён Второй мировой войны. Заводской номер 954.
Введена в строй 30 марта 1940 года. Входила в 2-ю флотилию до 22 июня 1940 года. Совершила 2 боевых похода, потопила 1 судно (5 911 брт). Пропала 22 июня 1940 года между Северным морем и Бискайским заливом, возможно субмарина столкнулась при всплытии с пароходом «San Filipe», который сообщил 22 июня 1940 года о столкновении.